# Chlorethoxyphos
Chlorethoxyfos ist eine chemische Verbindung aus der Gruppe der Thiophosphorsäureester.

## Eigenschaften
Chlorethoxyfos ist eine hochgiftige farblose Flüssigkeit, die praktisch unlöslich in Wasser ist.

## Verwendung
Chlorethoxyfos wird als Insektizid bei Getreide verwendet. Die Wirkung beruht auf der Hemmung der Acetylcholinesterase. Es wurde 1995 von der Firma Amvac unter dem Namen Fortress auf den Markt gebracht.

## Zulassungsstatus
In den Staaten der Europäischen Union ist die Verwendung von Chlorethoxyfos als Pflanzenschutzmittel nicht zugelassen. In Deutschland, Österreich und der Schweiz sind keine Pflanzenschutzmittel mit diesem Wirkstoff im Handel.